# مقاطعة سندرية

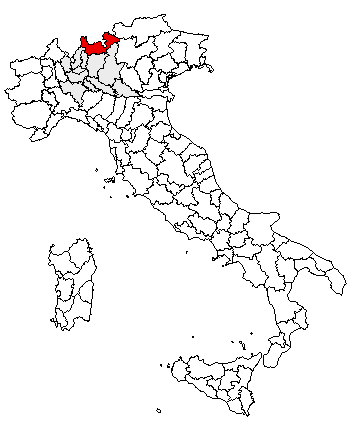
موقع مقاطعة سُندِرية

مقاطعة سُندِرية أو سُندريو أو (نقحرة: سوندْرِيو) (بالإيطالية: Provincia di Sondrio)‏، مقاطعة إيطالية بإقليم لومبارديا. عاصمتها مدينة سُندِرية.
يبلغ مجموع سكانها 180.429 نسمة ومساحتها 3212 كيلومتر مربع، وبها 78 بلدية.
تحد المقاطعة من الشمال والغرب سويسرا، ومن الغرب مقاطعة ليكو ومقاطعة كومو، ومن الجنوب مقاطعة بيرغامو، ومن الشرق مقاطعة بريشا وإقليم ترينتينو ألتو أديجي (مقاطعة ترينتو ومقاطعة بُلسانة).

## أعلام
- اشيل كومبانيوني